# Просалова Віра Андріївна
Ві́ра Андрі́ївна Проса́лова (нар. 15 грудня 1958, с. Рівнопіль Великоновосілківського району Донецької області) — український філолог і літературознавець, доктор філологічних наук, професор, завідувач кафедри теорії та історії української і світової літератури Донецького національного університету імені Василя Стуса. Член Донецького відділення НТШ з 1999 р. Дійсний член НТШ в Україні (з 2015 р.). Заслужений професор ДонНУ імені Василя Стуса (2024).
Осн. наук. зацікав.— теоретичні аспекти літературного процесу, ідеї інтертекстуальності, проблеми історії розвитку української літератури, художні здобутки письменників української діаспори, проблеми викладання української літератури зарубіжжя в середній і вищій школі.

## З творчої біографії
1975 закінчила Старомайорську середню школу.
Закінчила у 1980 році Донецький державний університет, працювала вчителем, потім викладачем кафедри української літератури Донецького університету.
Працювала у школах Макіївки, Донецька. З 1984 асистент кафедри української літератури Донецького ун-ту, з 1986 — старший викладач, з 1992 — доцент.
У 1991 році захистила кандидатську дисертацію з проблем розвитку української поезії 60-80-х років XX століття. Здобула вчене звання доцента (1992).
2002—2005 — докторант кафедри теорії літератури і компаративістики Київського національного ун-ту імені Тараса Шевченка.
У 2006 році захистила докторську дисертацію на тему «Празька літературна школа: текст, контекст, інтертекст» зі спеціальності 10.01.06 — теорія літератури.
2007—2015 — завідувач кафедри історії української літератури і фольклористики Донецького національного ун-ту, з 2016 — теорії та історії української і світової літератури.
З 2008 — відповідальний редактор наукового збірника «Актуальні проблеми української літератури і фольклору», що входить до переліку фахових видань України, літературознавчих збірників «Донецького вісника Наукового товариства ім. Шевченка».
Має близько 200 наукових праць із теорії літератури, історії української літератури, порівняльного літературознавства.

## Вибрані праці
- Монографія «Текст у світі текстів Празької літературної школи» (Донецьк, 2005);
- Навчальний посібник Поезія «Празької школи» (Донецьк, 2000), рекомендовано Міністерством освіти і науки України для студентів вищих навчальних закладів;
- Хрестоматія «Празька школа» (Донецьк, 2004).
- Празька літературна школа: Ліричні та епічні твори /Упорядування і передмова В. А. Просалової. — Донецьк : Східний видавничий дім, 2008. — 280 с.
- Письменники української діаспори: Донбаський вимір / [упоряд. В. А. Просалова]. — Донецьк : Східний видавничий дім, 2010. — 336 с.
- Українська діаспора: літературні постаті, твори, біобібліографічні відомості / упорядк. В. А. Просалової. — Донецьк : Східний видавничий дім, 2012. — 516 с. — ISBN 978-966-317-145-6.
- Просалова В. А., Бердник О. С. Інтертекстуальність художнього тексту: текстотвірний і рецептивний аспекти. Монографія. — Донецьк : Норд-Прес, 2010. — 152 с. (у співавт. з О. С. Бердник).
- Інтермедіальні аспекти новітньої української літератури. — Донецьк-Вінниця : ДонНУ, 2015. — 154 с.

## Нагороди та відзнаки
- Подяка Наукового Товариства імені Шевченка за вагомий особистий внесок у розвиток Товариства, з нагоди його 150-річчя. 16 грудня 2023 р. Львів.
- Пам'ятна медаль "Микита Шаповал" Донецького відділення НТШ, посвідчення № 19 від 23 грудня 2023 р. з нагоди 150-річчя НТШ.